# Deseo de la madre
El concepto deseo de la madre es utilizado en psicoanálisis, especialmente de orientación lacaniana, con al menos una doble significación: designa tanto al deseo que una mujer tiene por un hijo como el que el infante tiene por su madre.
Desde el lado del infante el deseo que tiene respecto a su madre se entiende: la madre es la que le proporciona el primer alimento y los primeros estímulos, incluidos los estímulos afectivos: genéticamente todo ser humano neonato requiere de estímulos afectivos positivos o benignos proporcionados por una mujer que cumpla la función materna, de otro modo, si el bebé no recibe tales estímulos, la criatura suele fallecer.
Tal falta de estímulos benignos por parte de la madre provoca la afección llamada hospitalismo.
Desde el lado de la madre, el tener un hijo es algo que suele darle una sensación de completud (y así de felicidad), tal sensación se explica en psicoanálisis mediante el complejo de Edipo.
El deseo de la madre es entonces vital para la constitución del sujeto humano. Si bien todo debe tener su mesura, así como la especie humana requiere genéticamente de la función materna, asimismo requiere de una función complementaria y decisiva -también vital-, la Función Paterna que limita al deseo de la madre, produce un clivaje separando a cada sujeto de un excesivo apego a la madre.
- Datos: Q5804084